# Vukoslav Hrvatinić
Vukoslav Hrvatinić (antes de 1299 - antes del 16 de abril de 1343) fue un noble de Donji Kraji. Pertenecía a la familia Hrvatinić y heredó las župas (distritos) de Banjica y Vrbanja, junto con las ciudades de Ključ y Kotor.

## Biografía
Vukoslav fue uno de los tres hijos de Hrvatin Stjepanić, fundador de la familia Hrvatinić. Su nombre no aparece en los documentos emitidos a su padre (1299, 1301, 1304, 1305), aunque su contenido también se refiere a Vukoslav. Su primera mención es de 1315, cuando en Sanica, en la župa de Sana, resolvió una disputa entre Vuk Obradov y su clan. En este documento, es mencionado como knez (príncipe o noble).
En 1325, Vukoslav emitió una carta en la ciudad de Ključ en presencia del capellán Grgur y del noble Radek. En esta carta, otorgó la libertad a Hranič, hijo ilegítimo de Juraj, y se tituló a sí mismo como knez e "hijo del difunto knez Hrvatin".
Los hijos de Hrvatin se unieron tempranamente a la causa de Esteban II Kotromanić, a pesar de que su padre había sido vasallo de Mladen y Pablo I Šubić. El rey Carlos I de Hungría destituyó a Mladen II hijo de Pablo, quien había ostentado el título de ban de Bosnia entre 1304 y 1322, colocando en su lugar a Esteban II. Durante la lucha entre el rey húngaro y Mladen II Šubić, los Hrvatinić apoyaron a Carlos y Esteban II.
En las primeras dos cartas de Esteban II, fechadas en 1326, Vukoslav es mencionado como "hijo del knez Hrvatin de Ključ". Esto indicaba que Esteban disputaba el dominio de Hrvatin sobre toda la región de Donji Kraji. Para reducir la influencia de la nobleza poderosa, Esteban II se negó a reconocer a los hijos de Hrvatin Stjepanić como knez de Donji Kraji, prefiriendo establecer relaciones individuales con cada uno basadas en su lealtad personal. Esta estrategia llevó a la fragmentación de la familia Hrvatinić, tal como había sucedido anteriormente con los Šubić y Babonić. No obstante, el control de Esteban II sobre Donji Kraji dependía directamente de la lealtad de los Hrvatinić.
Tras la fallida rebelión de Esteban IV Babonić, Vukoslav también abandonó al antiguo ban de Eslavonia ya la familia Babonić. Como recompensa, Esteban II le concedió la posesión de las župas de Banjica y Vrbanja, junto con las ciudades de Ključ y Kotor, que hasta entonces habían sido controladas por la nobleza rebelde opuesta al ban bosnio. En una segunda carta de 1329, se reafirmaron estos privilegios en presencia de los altos representantes de la Iglesia bosnia y otros nobles.
Vukoslav también obtuvo inmunidad fiscal en estos territorios, quedando exento de tributos al ban bosnio, salvo aquellos que voluntariamente donara a Esteban II. Su única obligación hacia el ban era el servicio militar. Entre los testigos de la primera carta de Stefan II se encontraba el tepčija Radoslav, encargado de la administración de los ingresos territoriales del gobernante.
En la segunda carta de 1329, Vukoslav recibió otro importante privilegio: se le permitió trasladar, en un plazo de diez años, a todos aquellos que desearan seguirlo desde la župa de Lušci, de donde había huido hacia Esteban II, a las župas de Banjica y Vrbanja.
Si Vukoslav llegara a traicionar al ban, este no podría encarcelarlo de inmediato, sino que debería concederle la oportunidad de defenderse ante un "hombre santo". La carta de 1329 es el primer documento conocido en el que la Iglesia bosnia aparece como garantía de los derechos de un noble bosnio.
Vukoslav también es mencionado en un documento emitido por Esteban II y su madre, Isabel de Serbia, dirigido a su hermano Vukac. Este documento no está fechado, pero fue emitido después de 1329, ya que menciona a la esposa de Esteban II. En él, se reconoce la forma en que fueron confirmados los derechos del knez Vukoslav. De manera similar, se hace referencia a Vukoslav en un documento de 1353/4 firmado por el knez 
Vladislav Kotromanić, su esposa Jelena Šubić y sus hijos, el ban Tvrtko y el knez Vuk de Bosnia, lo que indica que para entonces Vukoslav llevaba al menos diez años fallecido.

## Familia
Vukoslav era hijo de Hrvatin Stjepanić, quien a su vez era hijo de Stjepan, el primer conocido miembro de la familia Hrvatinić. Se desconoce el nombre de su madre. Tuvo dos hermanos, Vukac y Pavle.
Su esposa, Jelena, era hija del kneza Kurjak de Krbava. Tras la muerte de Vukoslav (antes del 16 de abril de 1343), Jelena ingresó a un monasterio en Šibenik. En 1350, residía en el Monasterio de San Nicolás en Zadar. Jelena y Vukoslav tuvieron tres hijos:
- Vlatko Vukoslavić
- Vuk Vukoslavić
- Pavle Vukoslavić